# Luís Lago
Luís Lago (Nova Friburgo, 25 de outubro de 1912 — Rio de Janeiro, 16 de setembro de 1963) foi um político brasileiro. Exerceu o mandato de deputado federal constituinte pela Bahia em 1946.